# Wendell Belarmino
Wendell Belarmino Pereira (Brasília, 20 de maio de 1998) é um nadador paralímpico brasileiro.

## Vida e carreira
Wendell nasceu com glaucoma congênito, tendo passado por seis transplantes de córnea. Mesmo assim, sua perda da visão tem sido gradativa, sendo que em 2019, aos 21 anos, ele só tinha 3% de resíduo visual. 
Sua carreira tem seis anos, sendo que em 2019 conquistou seis medalhas, sendo quatro de ouro e duas de prata, nos Jogos Parapan-Americanos de 2019 em Lima, seu primeiro Parapan, em quatro diferentes modalidades de nado na categoria S11.
No mesmo ano, também venceu o Open Internacional Loterias Caixa e o Campeonato Nacional de 2019 e conquistou uma medalha de cada metal - ouro, prata e bronze - no Campeonato Mundial de Natação Paralímpica, realizado em Londres. Isso o levou a ser escolhido o atleta revelação do Prêmio Paralímpicos de 2019 e o fez garantir vaga para sua primeira Paralímpiada, os Jogos Paralímpicos de Tóquio, que iriam acontecer em 2020, mas foram adiados para 2021 devido a Pandemia de COVID-19.
Em Tóquio-2020, disputando a primeira Paralimpíada da carreira, conquistou o ouro nos 50m livres com o tempo de 26s03. Até 2022, Wendell era morador de Sobradinho, no Distrito Federal, e treinava com seu professor Marcus Lima no Centro Olímpico do Campus Darcy Ribeiro, na Universidade de Brasília (UnB). Desde então, passou a morar em Uberlândia, integrando a equipe do Praia Clube.